# Monte Belinda
Monte Belinda é um estratovulcão localizado na ilha Montagu, pertencente ao arquipélago das ilhas Sanduíche do Sul.
Belinda esteve inativo até 2001, quando entrou em erupção, produzindo uma grande quantidade de lava basáltica, derretendo a fina camada de gelo acumulada enquanto o vulcão estava dormente, e "produzindo um maravilhoso 'laboratório natural' para o estudo de interações lava-gelo relevantes para a biologia em ambientes extremos bem como processos que seriam importantes no planeta Marte."
Monte Belinda tem persistido em seu estado de erupção desde 2001. Longe de diminuir o ritmo, durante todo o ano de 2005 foram marcados os maiores picos de atividade. Um aumento de sua atividade, no inverno de 2005, produziu um rio de lava ativa de 3,5 km de extensão, saindo do pico do monte até o mar. 